# Bombardeo de Alicante (1873)
El bombardeo de Alicante fue llevado a cabo el 27 de septiembre de 1873 al marco de la Rebelión cantonal durante la República española por el Cantón de Cartagena. Todas las bajas se dieron en el bando republicano.